# Râul Valea lui Iacob
Râul Valea lui Iacob este un curs de apă, afluent al Râului Vadului. Se formează la confluența dintre Izvorul Găujanilor și Izvorul Muntenilor

## Hărți
- Harta județului Sibiu
- Harta munții Lotrului  Arhivat în 6 mai 2008, la Wayback Machine.